# Umberto Scarpelli
Umberto Scarpelli (Orvieto, 25 maggio 1904 – Roma, 15 maggio 1980) è stato un regista e sceneggiatore italiano.

## Biografia
Ha lavorato con Alberto Sordi, Maria Grazia Buccella e altri. Curò i dialoghi in Il gigante di Metropolis (1961) e curò la storia del segmento "Il complesso della schiava nubiana" ne I complessi (1965). Terminò il lavoro di Corrado D'Errico nella regia del film Capitan Tempesta (1942).

## Filmografia

### Regia
- Sant'Elena, piccola isola, co-diretto con Renato Simoni (1943)
- Gran premio (1944)
- Gli uomini non guardano il cielo (1952)
- Schiave bianche (Le bal des espions) (1960)
- Il gigante di Metropolis (1961)

### Sceneggiatore
- David e Golia, regia di Ferdinando Baldi e Richard Pottier (1960)
- La furia dei barbari  (1960)